# Ujezd
Ujezd (ros. уезд) – jednostka administracyjna na Rusi Kijowskiej, w Carstwie Rosyjskim, od 1721 roku – w Imperium Rosyjskim, od 1918 roku – w RFSRR, w latach 1922–1929 – w ZSRR. Odpowiada polskiemu terminowi powiat i czasami stosuje się takie jego tłumaczenie, w szczególności do jednostek administracyjnych Rzeczypospolitej w zaborze rosyjskim po 1795.
Ujezdy ukształtowały się już w XIII wieku, obejmowały kilka włości zarządzanych przez kniazia. W wyniku reform Piotra Wielkiego w 1708 podział kraju na ujezdy zlikwidowano, ale już w 1727 kolejna reforma przeprowadzona przez Katarzynę I przywróciła tę jednostkę do użytku. Po reformie administracyjnej w latach 20. XX wieku ujezdy zastąpione zostały rejonami, jednostkami nieco bardziej od ujezdów rozdrobnionymi.